# Södra hamnen, Helsingfors

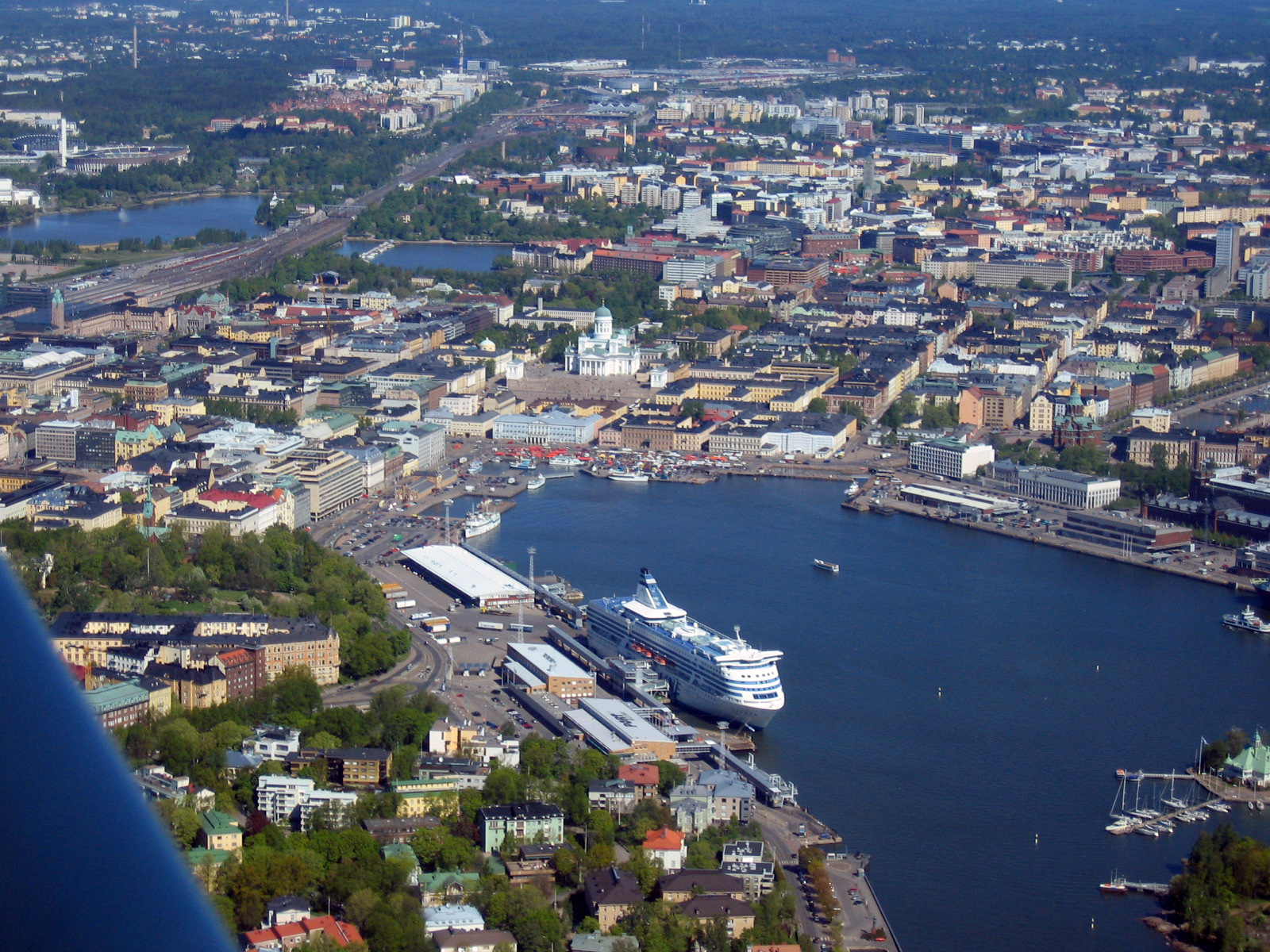
Södra hamnen

Södra hamnen (fi. Eteläsatama) är en hamn i centrala Helsingfors stad. Den är Finlands största passagerarhamn med 5,4 miljoner passagerare per år. Från hamnen sker trafik i första hand till Stockholm och Tallinn, samt kryssningar. Speciellt på sommaren är också småbåtstrafiken livlig i hamnen.
Havsviken som också går under namnet Södra hamnen omges av fyra stadsdelar: Skatudden, Gardesstaden, Ulrikasborg och Brunnsparken. Salutorget ligger vid vikens norra strand och Skatuddens kanal leder därifrån till Norra hamnen. Farleden från öppna havet är 9,6 meter djup. Dess mest kritiska punkt är sundet Gustavssvärd som är endast 80 meter brett. Fartbegränsnigen är 30 km/h, förutom utanför Skatudden där den är 10 km/h.

## Kajer och terminaler

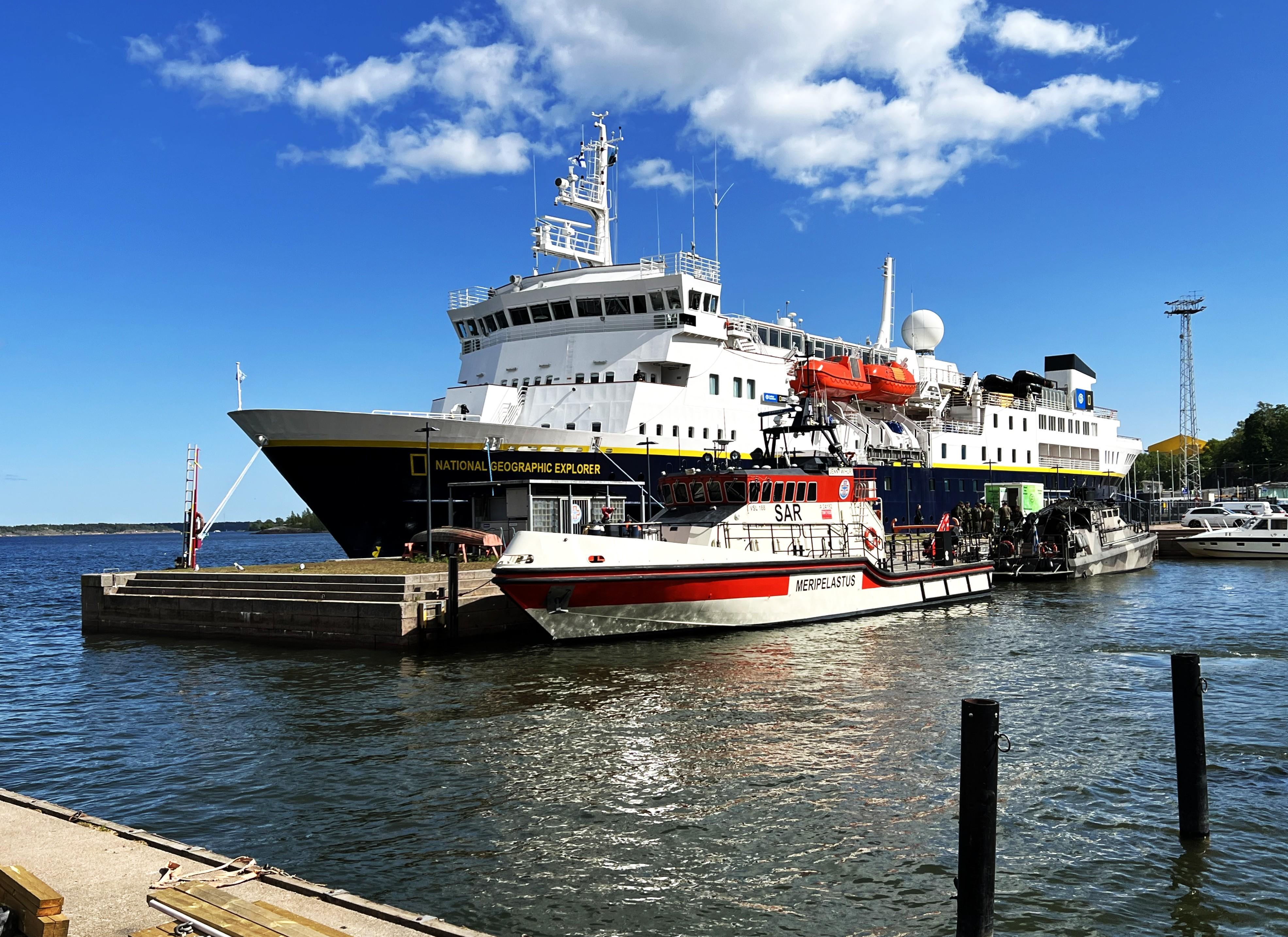
M/S National Geographic Explorer vid Packhuskajen i Södra hamnen i Helsingfors, nära Gamla Saluhallen. I förgrunden Estbassängen med bland andra Rescue Jenny Wihuri, 2023.

Södra hamnen har åtta namngivna kajer och fyra terminaler. Skatuddskajen (fi. Katajanokanlaituri) sträcker sig längs med hela Skatuddens längd och är 740 meter lång och har ett djup på 8,8 meter. Den längst ut belägna kryssningskajen har ett djup på 10,3 meter. I mitten på kajen ligger Skatuddens terminal som används av Viking Lines Sverigetrafik. På Salutorgssidan av Skatudden ligger Kanalterminalen som fått sitt namn av Skatuddens kanal. Den används av de snabbgående Tallinnbåtarna.
Utanför Presidentens slott ligger Slottsbassängen (fi. Linnanallas), som används av besökande småbåtar. Mellan bassängen och havet ligger Slottskajen (fi. Linnanlaituri), därifrån båtar till Högholmen och Borgå utgår. 
Vid Salutorgets strand finns Kejsargrundskajen (fi. Keisarinluodonlaituri). Den har fått sitt namn av ett grund som blev påkört av ett skepp som transporterade tsar Nikolaj I av Ryssland år 1833. Numera ligger grundet under fyllnadsmassor. Kajen används av Sveaborgsfärjan.
På andra sidan den före detta järnvägsbron ligger Kolerabassängen. Den har fått sitt namn efter en skeppare som dog i kolera medan hans båt låg i bassängen. Bassängen används av fiskare som säljer fisk och av skärgårdskryssare.
Bredvid Gamla saluhallen ligger Estbassängen (fi. Vironallas) som används av gästande båtar. Den kaj som ligger mellan Estbassängen och den före detta järnvägsbron kallas för Lybeckskajen (fi. Lyypekinlaituri). Förr i tiden avgick skepp till Lybeck härifrån. Mellan Estbassängen och havet ligger Packhuskajen (fi. Pakkahuoneenlaituri). Den är 135 meter lång och 6,0 meter djup.
En bit söderut ligger Magasinterminalen som används av snabbgående fartyg till Tallinn. Bredvid terminalen ligger Magasinkajen (fi. Makasiininlaituri) som är 270 meter lång och 7,2 till 7,5 meter djup. I ändan av den finns Passagarkajen (fi. Matkustajalaituri) som används för lastningen av Sverigebåtar. 
Den sydligaste terminalen är Olympiaterminalen som färdigställdes inför Olympiska sommarspelen 1952. Den används av Silja Lines Sverigebåtar och kryssningsfartyg. Olympiakajen (fi. Olympialaituri) är 370 meter lång och 7,5 till 8,8 meter djup.
Utanför Olympiaterminalen, på Blekholmen, ligger Helsingfors äldsta segelförenings Nyländska Jaktklubbens paviljong och hemhamn. Sommartid finns det reguljär båttrafik mellan holmen och terminalen.

## Historia
På 1600-talet kallades viken för Stadsviken. Dess stränder var så grunda att endast skärgårdsbor kunde lägga till med sina små båtar. Erhardts brygga fungerade som lastningsplats på 1700-talet. I mitten på 1700-talet kallades viken redan för Södra Stadshamnen, men dess ställning som hamn var sekundär. Då trafiken växte byggdes anläggningsplatser och hamnmagasin för att lagra gods.
Då Helsingfors blev huvudstad började man fylla ut stränderna och utrusta dem till en början med träbryggor, senare med stenkajer. Man ville göra den sekundära hamnen till stadens första hamn. På detta ställe byggdes också Salutorget på utfylld mark i början på 1800-talet. Ett visst bakslag skedde 1827 då marken under utfyllnadsmassorna gav efter och jordmassorna gled ut i havet. Samtidigt sjönk också Magasinkajen i havet. Också diverse vrak som blev liggande i hamnen i åratal var ett problem.
I den södra delen av viken fanns länge Ulrikasborgs varv. På Skatudden fylldes stränderna och ståtliga magasin och kajer byggdes. Transporterna till hamnen förbättrades avsevärt då järnvägen till hamnen byggdes 1891-1894. År 1900 blev det nya tull- och packhuset klart på Skatudden, hamnen muddrades och Södra kajen blev klar. På det sättet fick Södra hamnen sitt nuvarande utseende.
År 1922 införskaffades isbrytaren Hercules till Helsingfors så att fartygen också kunde segla på vintern. För tunga transporter hade man skaffat en 25-tons lyftkran 1894 och 1939 fanns det redan 14 lyftkranar i hamnen.
Helsingfors stadsfullmäktige beslöt 1936 att utvidga hamnen på varvets område. I projektet ingick omfattande järnvägsarbeten som blev klara först år 1952. Samma år rasade kajen på Skatudden och en del av den måste stängas. Bilfärjornas tidevarv började på 1960-talet. Godstrafiken på Skatudden slutade och järnvägen dit revs i början på 1980-talet. Sedan dess har Södra hamnen använts av passagerarfartyg och bilfärjor.